# 田泰安
田泰安（英語：Karis Teetan；1990年6月3日—），是毛里裘斯騎師，現時在香港作長期策騎發展。因其外貌酷似香港歌手杜德偉，故此他有「毛里裘斯杜德偉」之稱。他策騎時在馬鞍上的催策動作特別，有點像青蛙（田雞）跳，故很多馬迷都給了他「田雞」的稱號。此外，田泰安多次於馬季開攞前的「開季試閘樂滿FUN」嘉年華活動的騎師競跑經常獲勝，故亦被傳媒稱為「馬場保特」。

## 簡歷
田泰安是毛里裘斯騎師，他於14歲時進入南非國家騎師學院習騎，並於2008年榮膺南非冠軍見習騎師。田泰安於2009年成為正式騎師後，連續三季成為南非騎師榜中十大騎師，並且每季都能夠勝出超過一百場頭馬。原為桂福特馬房主帥的田泰安於2013-2014年度馬季開始來港發展，在首季便取得50場頭馬勝仗的佳績，位列騎師榜第四位，更追平了韋達於1996-1997年度馬季首季來港策騎所取得的同樣成績。

## 在港策騎主要事跡

### 2013/2014年度馬季
2013年9月8日，田泰安於沙田馬場首次上陣，並在馬季開鑼日當天首仗賽事便憑策騎「常妙星」取得來港以來首場頭馬勝仗。
2013年10月9日，田泰安於跑馬地馬場先後憑策騎「金紫荊」及「友誼大使」取勝，加上於同日策騎「皇帝諭令」跑入第三名位置，令他取得來港以來的首次騎師王榮譽。
2014年3月1日，田泰安憑策騎「好健康」奪得港澳盃，取得個人來港後首場級際賽勝仗。
2014年3月30日，田泰安憑策騎「格哥兒」奪得精英碟，再度取得香港三級賽勝仗。
2014年4月6日，田泰安憑策騎「步步友」攻下主席錦標，取得個人來港後首場香港二級賽勝仗。 
2014年5月4日，田泰安憑策騎「格哥兒」人馬合作下再下一城，奪得三級賽皇太后紀念盃，並為他再添另一場香港三級賽勝仗。

### 2014/2015年度馬季
2015年2月15日，田泰安憑策騎蔡約翰馬房的「酷男」以一個馬鼻位之差險勝「精彩鬥士」攻下香港經典盃，令他取得個人來港的首場一級賽勝仗之餘，並憑此駒在一個月後舉行的香港打吡大賽中上陣。
2015年6月24日，田泰安於跑馬地馬場第四場賽事策騎「勇戰」期間，在趨近八百五十米處時馬匹突然失蹄，導致他被拋下墮馬，並在落地時打了幾個觔斗轉了幾個圈，場面非常驚險。幸好田泰安最終並無大礙，只是右肩受傷，但「勇戰」卻因腳部折斷最終需要被人道毀滅。

### 2015/2016年度馬季
2016年2月24日，田泰安於跑馬地馬場先後憑策騎「紅衣醒神」、「馬上發財」、「愛寶」及「包裝騎士」取勝，個人首次在港單日贏出四場頭馬，並勝出當晚的騎師王。
2015-2016年度馬季，田泰安取得47場頭馬勝仗，在騎師榜上僅次於莫雷拉及潘頓，位列第三位。馬季結束後，田泰安獲得日本中央競馬會發出牌照，准許他由2016年7月16日至7月31日期間分別在函館及札幌上陣。2016年7月30日，田泰安在札幌第六場賽事憑策騎Holy Fruits，以三個馬位之差大勝對手，取得個人在日本首場頭馬勝仗。同日，他在第十一場憑策騎Saint Sauveur再下一城，最終以2場勝仗結束日本客串之旅。

### 2016/2017年度馬季
2016年9月11日，田泰安於南韓首爾馬場策騎苗禮德馬房的「積多福」，成為歷來首匹在韓國出賽的香港賽駒。最終「積多福」以四個馬位之差大勝對手，順利攻下韓國短途錦標。
2016年11月18日，田泰安首次在新加坡客串上陣一天，並在當日憑策騎「林家遊輪」，攻下新加坡二級賽巴克錦標。 
2016-2017年度馬季，田泰安取得40場頭馬勝仗，位列騎師榜第五位。季後，他到日本北海道函館作短期客串，期間他合共贏得5場頭馬，當中他在當地上陣的最後一天更連勝三場，另取得一亞兩季兩殿的驕人成績。

### 2017/2018年度馬季
2017-2018年度馬季，田泰安在季初表現出色，勝出超過20場頭馬，進佔騎師榜第三位，令他得以首次代表香港在國際騎師錦標賽上陣。
2018年3月11日，田泰安於沙田馬場第四場賽事憑策騎霍利時馬房的「韻妙星」，勝出個人在港發展以來的第200場頭馬。

### 2018/2019年度馬季
2018年10月7日，田泰安於沙田馬場先後憑策騎「真跑得」、「巴基之友」、「開心神駒」、「超新星」及「紅衣優駿」取勝，取得個人在港發展以來首次單日五捷的佳績。
2018年10月10日，田泰安於跑馬地馬場第三場賽事憑策騎霍利時馬房的「夢想飛翔」取勝，替練者取得在港第400頭馬勝仗。
2018年12月9日，田泰安於沙田馬場策騎羅富全馬房的「紅衣醒神」出戰一級賽香港短途錦標，座騎在他胯下沿途跟隨領放馬匹，最終「紅衣醒神」以四分三馬位之先擊退翩翩，為田泰安攻下在港首項一級賽錦標之餘，亦替練者羅富全帶來從練以來首項一級賽的重要勝利。
2019年7月14日，田泰安於沙田馬場第三場賽事憑策騎方嘉柏馬房的「同歡樂」，勝出個人在港發展以來的第300場頭馬。
2018-2019年度馬季，田泰安成績顯著進步，最終他在該季合共贏得84場頭馬，較去季勝出多32場頭馬。

### 2019/2020年度馬季
2019年12月4日，田泰安角逐國際騎師錦標賽，當天他於跑馬地馬場先於第一關賽事憑策騎約翰摩亞馬房的「萬眾之力」跑入一席第三，繼而在次關賽事憑策騎告東尼馬房的「夢幻戰士」取勝。至尾關賽事他再憑策騎賀賢馬房「轉數高」再跑入一席第三，結果他在當晚累積20分，以2分之差擊敗莫雅，個人首度在國際騎師錦標賽封王。
2020年4月26日，田泰安再憑「紅衣醒神」勝出一級賽主席短途獎。
2019-2020年度馬季，田泰安成績持續進步，季內與練馬師告東尼亦合作無間，最終他全季累積93場頭馬，是其來港發展以來錄得最多頭馬的一季。

### 2020/2021年度馬季
2020年9月13日，田泰安憑策騎韋達馬房的「超能力」，勝出個人在港發展以來的第400場頭馬。
2021年5月16日，田泰安策騎蘇偉賢馬房的「帝豪寶駒」於最後直路階段在沿途包尾位置一鼓作氣衝刺，並越過一度岀頭的「好攻勢」，最終以十八倍冷門身分贏馬。
賽後他策馬回凱旋門時，手指向天祝禱，悼念於5月15日在其祖家毛里裘斯墮馬身故的好友祖格拉。同日，他憑策騎呂健威馬房的「傳盛」再下一城。
2021年5月23日，田泰安憑策騎苗禮德馬房的「勇戰神駒」攻下一級賽遮打盃，相隔一年多後再次在港勝出一級賽，亦替練者苗禮德贏得8年來首項一級賽錦標。

### 2021/2022年度馬季
2021年10月6日，田泰安於跑馬地馬場策騎苗禮德馬房的「優悠皇」期間於最後直路一百米處看似有機會爭勝之際，被坐騎突然嚴重跛腳拋下墮馬，因而未能履行策騎聘約。
2021年12月12日，沙田馬場舉行香港國際賽事，在第五場浪琴錶香港短途錦標賽中發生連環墮馬事故，希威森策騎的「君達星」彎位衝刺失蹄跪倒，累及隨後潘頓策騎的「錶之未來」、日本騎師福永祐一策騎的「妙發靈機」及田泰安策騎的「肥仔叻叻」勒避不及人仰馬翻，田泰安因坐騎跌下時翻觔斗無礙，可以履行餘下賽事，但「肥仔叻叻」因傷勢太重而遭人道毀滅。其後，田泰安在第九場憑策騎大衛希斯馬房的「幸運有您」以一放到底姿態勝出頭馬。
2022年1月19日，田泰安於跑馬地馬場憑策騎蘇保羅馬房的「新威力」，勝出個人在港發展以來的第500場頭馬。
2022年2月23日，田泰安於跑馬地馬場先後策騎「包裝大獎」、「秒秒精彩」、「狀元及第」及「上駿之星」勝出，當晚取四捷，但當晚騎師王累繼積分不及同樣取四捷的潘頓，未能勝出當晚騎師王。
2022年3月20日，田泰安於沙田馬場策騎沈集成馬房的「浪漫勇士」出戰四歲經典系列賽尾關香港打吡大賽，座騎在他胯下與潘頓策騎的「加州星球」鬥足一條直路，最終「浪漫勇士」以馬頭位之先擊敗「加州星球」奪魁，替騎練首度揚威香港打吡大賽。而田泰安繼早年攻下香港經典盃後，今季再憑策騎「浪漫勇士」先後勝出香港經典一哩賽及香港打吡大賽，已全數勝出香港三項四歲經典系列賽。
2022年4月24日，田泰安於沙田馬場憑策騎沈集成馬房的「浪漫勇士」，攻下一級賽女皇盃，成為繼「爪皇凌雨」、「雄心威龍」、「威爾頓」和「明月千里」後，第五匹一季內包辦香港打吡大賽和女皇盃的賽駒。
2022年5月7日，田泰安於沙田馬場先後憑策騎「連連有盈」、「寶成智勝」、「路路爽」及「皇龍福將」勝出，當日取四捷，全日累積54分勝出當日騎師王。
2022年6月22日，田泰安於跑馬地馬場策騎「好友利」跌掉馬鞭，由於這是田泰安季內第7次獲報告於陣上跌掉馬鞭，而對上一次是於6月19日上星期日在沙田馬場舉行的賽事中發生，因此他被罰款2萬元。

### 2022/2023年度馬季
2022年9月18日，田泰安於沙田馬場先後憑策騎「眾歡笑」、「賽得意」及「駟跑得」連中三元，當日豪取三捷兼全日未失前四名，累積56分勝出當日騎師王。惟在翌日他發現因甲狀腺出現問題且狀況持續，因此他將暫停策騎出賽，不會接受任何策騎聘約。  
2022年12月3日，田泰安獲馬會確認其無恙，並准許他由12月7日起重新接受策騎聘約。2022年12月14日，田泰安於跑馬地馬場憑策騎韋達馬房的「皇帝英明」勝出，並捧走香港高爾夫球會百週年紀念盃，取得復出後的首場頭馬。
2023年3月15日，田泰安於跑馬地馬場先後憑策騎「帥男」、「精算赤焰」、「嫡愛心」及「木火同明」贏得四場頭馬，以52分勝出當日騎師王。
2023年6月25日，田泰安於沙田馬場憑策騎徐雨石馬房的「爸巴閉」，勝出在港的第600場頭馬。

### 2023/2024年度馬季
2023年9月10日，田泰安於沙田馬場憑策騎沈集成馬房的「維港智能」在慢步速的情況下，直領到終點，並擊敗2022/23馬季的最佳短途馬「金鑽貴人」，贏得2023/24馬季的香港特區行政長官盃。
2023年10月29日至11月26日，田泰安先後於沙田馬場及跑馬地馬場憑「恆駿之寶」、「生生福運」、「木火同明」、「大數據」、「朗朗乾坤」、「運來勇士」、「綠族無限」、「皇仁福星」、「錶之銀河」、「揚威四方」、「錶之量子」及「英駿飛駒」等12匹馬，連贏9個香港賽馬日。

### 2024/2025年度馬季
2024年11月6日，田泰安於跑馬地馬場憑策騎賀賢馬房的「極速之星」，勝出在港的第700場頭馬。
2025年2月23日，田泰安於沙田馬場憑策騎大衛希斯馬房的短途新星「嘉應高昇」勝出一級賽女皇銀禧紀念盃，贏取在港策騎生涯中的第五項一級賽冠軍。

## 主要勝出賽事
香港
- 香港短途錦標 - (1) - 紅衣醒神 (2018)

- 主席短途獎 - (1) - 紅衣醒神 (2020)

- 冠軍暨遮打盃 - (1) - 勇戰神駒 (2021)

- 女皇盃 - (1) - 浪漫勇士 (2022)

- 女皇銀禧紀念盃 - (1) - 嘉應高昇 (2025)

- 主席錦標 - (1) - 步步友 (2014)

- 精英碗 - (1) - 步步友 (2015)

- 沙田錦標 - (2) -  威爾頓 (2016)、勇戰神駒 (2021)

- 馬會短途錦標 - (1) - 忠心勇士 (2019)

- 精英碟 - (1) - 格哥兒 (2014)

- 皇太后紀念盃 - (1) - 格哥兒 (2014)

- 婦女銀袋賽 - (2) - 馬上發財 (2016)、安騁 (2024)

- 華商會挑戰盃 - (3) - 五十五十 (2018)、勝得精彩 (2021)、手機錶霸 (2025)

- 洋紫荊短途錦標 - (1) - 首映 (2018)

- 精英盃 - (2) - 加州議長 (2018)、綠族無限 (2024)

- 國慶盃 - (1) - 旺蝦王 (2018)

- 沙田銀瓶 - (1) - 嘉應高昇 (2024)

- 香港經典盃 - (1) - 酷男 (2015)

- 香港經典一哩賽 - (1) - 浪漫勇士 (2022)

- 香港打吡大賽 - (1) - 浪漫勇士 (2022)

- 其士盃 - (2) - 威爾頓 (2013)、五十五十 (2017)

- 港澳盃 - (1) - 好健康 (2014)

- 賀年盃 - (1) - 好健康 (2014)

- 跑馬地銀瓶 - (1) - 馬上發財 (2016)

- 跑馬地錦標 - (1) -  越影 (2017)

- 廣東讓賽盃 - (1) - 醒目名駒 (2018)

- 香港特區行政長官盃 - (2) -  肥仔叻叻 (2021)、維港智能 (2023)

- 半島金禧挑戰盃 - (2) - 翩翩 (2016)、韋小寶 (2019)

- 新馬錦標 - (1) - 最合拍 (2018)

- 獅子會盃 - (1) - 遨遊戰士 (2019)

- 博愛盃 - (1) - 錶之銀河 (2024)

- 香港評馬同業協進會挑戰盃 - (1) - 昇瀧駒 (2024)

 南非
- 城堡盃 - (1) - Grisham (2011) [19]

- 沙圈錦標 - (1) - Thunder Dance (2012) [20]

- 女皇會所錦標 - (1) -  Thunder Dance (2012) [21]

- 好望角打吡 - (1) - Jackson (2012) [22]

- 日報錦標2000 - (1) - Jackson (2012) [23]

- 戴雅登錦標 - (1) - Thunder Key (2009) [24]

- 綠峽錦標 - (1) - Fabiani (2009) [25]

- 政治家錦標 - (1) - Jackson (2012) [26]

- 半島讓賽 - (1) - Polar Bound (2012) [27]

- 冬季經典賽 - (1) - Chesalon (2011) [28]

 韓國
- 韓國短途錦標- (1) - 積多福 (2016)

 新加坡
- 巴克錦標（日语：イー・ダブリュー・バーカー・トロフィー） - (1) - 林家遊輪 (2016)

## 成就

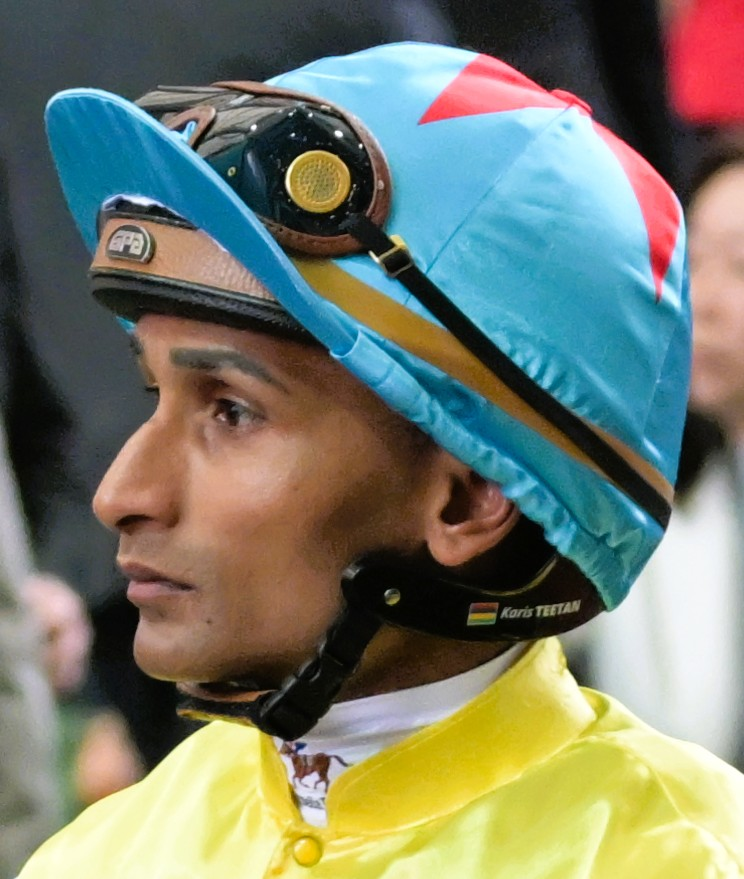
2025年4月27日，田泰安策騎「維港智能」於沙田馬場角逐主席短途獎2025

- 南非冠軍見習騎師 - (1) - (2008年)
- 國際騎師錦標賽冠軍 - (1) - (2019年)

## 在港策騎成績
| 年度        | 冠  | 亞  | 季  | 殿  | 第五 | 出賽次數 | 所贏獎金（港元） | 備註            |
| ----------- | --- | --- | --- | --- | ---- | -------- | ---------------- | --------------- |
| 2013 - 2014 | 50  | 43  | 38  | 53  | 53   | 583      | $ 50,236,937     | 策騎首季 (殿軍) |
| 2014 - 2015 | 29  | 46  | 47  | 48  | 40   | 517      | $ 40,030,300     | 第2季           |
| 2015 - 2016 | 47  | 44  | 49  | 55  | 47   | 575      | $ 54,158,200     | 第3季 (季軍)    |
| 2016 - 2017 | 40  | 59  | 54  | 58  | 58   | 631      | $ 60,528,275     | 第4季           |
| 2017 - 2018 | 52  | 54  | 70  | 60  | 57   | 588      | $ 70,099,585     | 第5季 (季軍)    |
| 2018 - 2019 | 84  | 69  | 71  | 72  | 61   | 693      | $ 110,674,060    | 第6季 (季軍)    |
| 2019 - 2020 | 93  | 75  | 81  | 81  | 72   | 719      | $ 138,503,489    | 第7季 (季軍)    |
| 2020 - 2021 | 79  | 92  | 90  | 83  | 82   | 741      | $ 139,547,000    | 第8季 (季軍)    |
| 2021 - 2022 | 73  | 79  | 69  | 77  | 67   | 665      | $ 139,847,225    | 第9季 (季軍)    |
| 2022 - 2023 | 56  | 51  | 55  | 61  | 66   | 586      | $ 84,861,500     | 第10季 (殿軍)   |
| 2023 - 2024 | 86  | 98  | 75  | 75  | 62   | 722      | $ 143,056,185    | 第11季 (亞軍)   |
| 2024 - 2025 | 44  | 54  | 66  | 68  | 57   | 634      | $ 87,564,880     | 第12季          |
| 總計        | 733 | 764 | 765 | 791 | 722  | 7,654    |                  |                 |

## 在港策騎資料
|                      | 日期          | 賽事                            | 場地 | 馬場     | 馬名     | 練馬師   | 名次 | 獨贏賠率 |
| -------------------- | ------------- | ------------------------------- | ---- | -------- | -------- | -------- | ---- | -------- |
| 初出賽·首勝利        | 2013年9月8日  | 第五班 - 1200米                 | 草地 | 沙田馬場 | 常妙星   | 霍利時   | 1    | 26       |
| 級際賽初出賽         | 2013年10月1日 | 三級賽 - 1000米（沙田短途錦標） | 草地 | 沙田馬場 | 活力飛駒 | 鄭俊偉   | 7    | 11       |
| 級際賽首勝利         | 2014年3月1日  | 三級賽 - 1400米（港澳盃）       | 草地 | 沙田馬場 | 好健康   | 苗禮德   | 1    | 2.2      |
| 一級賽初出賽         | 2014年2月23日 | 一級賽 - 2000米（香港金盃）     | 草地 | 沙田馬場 | 醉必勝   | 約翰摩亞 | 6    | 45       |
| 一級賽首勝利         | 2018年12月9日 | 一級賽 - 1200米（香港短途錦標） | 草地 | 沙田馬場 | 紅衣醒神 | 羅富全   | 1    | 3.6      |
| 四歲系列經典賽初出賽 | 2014年2月16日 | 一級賽 - 1800米（香港經典盃）   | 草地 | 沙田馬場 | 旅遊大哥 | 約翰摩亞 | 6    | 57       |
| 四歲系列經典賽首勝利 | 2015年2月15日 | 一級賽 - 1800米（香港經典盃）   | 草地 | 沙田馬場 | 酷男     | 蔡約翰   | 1    | 23       |

## 家族及個人生活
田泰安是印度裔人士，年少已舉家搬到毛里裘斯工作。
2020年5月16日，與法籍前騎馬人Xavière Cottereau結婚。
2022年4月19日，田泰安榮升爸爸，其妻子替其誕下一名女兒Isbelle Margaux Teetan。

## 其他
香港賽馬會自2006年起，在馬季開鑼前舉辦馬主同樂日，騎師競跑是其中一項活動。田泰安擁有驚人跑速，經常勝出騎師競跑，有「馬場保特」之美譽，總成績為七戰五冠一亞一落第。
| 年度        | 比賽模式 | 冠軍得主      | 亞軍得主      | 備註                        |
| ----------- | -------- | ------------- | ------------- | --------------------------- |
| 2013 - 2014 | 單人     | 彭利力        | 田泰安        | 田泰安首季來港從騎          |
| 2014 - 2015 | 雙人接力 | 田泰安 何澤堯 | 黎海榮 湯智傑 |                             |
| 2015 - 2016 | 雙人接力 | 羅理雅 鄭雨滇 | 韋達 霍勵賢   |                             |
| 2016 - 2017 | 雙人接力 | 田泰安 黃皓楠 | 史卓豐 鄭盛棉 |                             |
| 2017 - 2018 | 雙人接力 | 田泰安 蔣嘉琦 | 李寶利 劉泓   |                             |
| 2018 - 2019 | 雙人接力 | 田泰安 潘明輝 | 巫顯東 周俊樂 |                             |
| 2019 - 2020 | 雙人接力 | 杜美爾 梁家俊 | 莫雷拉 陳嘉熙 | 田泰安離港策騎而缺席        |
| 2020 - 2021 | 雙人接力 | N/A           | N/A           | 新冠肺炎肆虐 同樂日停辦一年 |
| 2021 - 2022 | 雙人接力 | N/A           | N/A           | 新冠肺炎肆虐 同樂日繼續停辦 |
| 2022 - 2023 | 雙人接力 | N/A           | N/A           | 新冠肺炎肆虐 同樂日繼續停辦 |
| 2023 - 2024 | 雙人接力 | N/A           | N/A           | 颱風蘇拉吹襲 同樂日繼續停辦 |
| 2024 - 2025 | 雙人接力 | 田泰安 黃智弘 | 艾道拿 周俊樂 |                             |
| 2025 - 2026 | 雙人接力 |               |               |                             |

## 外部連結
- 騎師資料 田泰安 （页面存档备份，存于）
- 田泰安會係第二個韋達？ （页面存档备份，存于）
- 田泰安愛上香港唔想走 （页面存档备份，存于）
- 「酷男」最後一步攻下香港經典盃